# مقاطعة بستان
مقاطعة بستان هي تقسيم إداري في ولاية أنديجان في أوزبكستان. مركزها مدينة باز.
كانت تسمى مقاطعة باز قبل سنة 2019.